# فورته‌پیانو

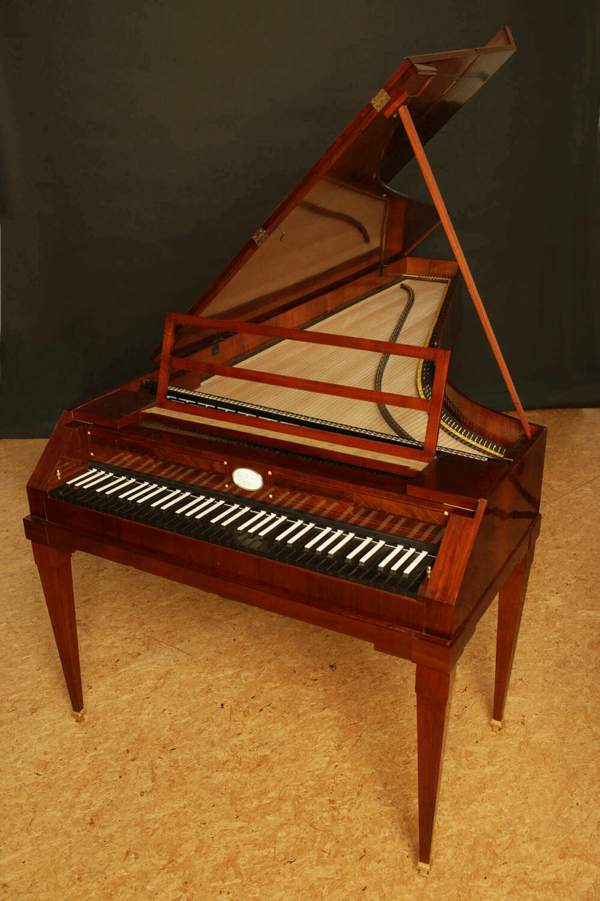
فورته‌پیانوی ساخته‌شده توسط پل مک‌نالتی، حوالی سال ۱۸۰۵

فورته‌پیانو (ایتالیایی: Fortepiano؛ ‏[ˌfɔrteˈpja:no]) که گاهی به آن پیانوفورته هم می‌گویند، نوعی پیانوی ابتدایی و ساده بود که در گذشته رواج داشت. در واقع فورته‌پیانو به هرگونه پیانویی گفته می‌شود که از زمان اختراع آن توسط بارتولومئو کریستافوری در سال ۱۶۹۸ تا اوایل قرن نوزدهم مورد استفاده بود. امروزه مقصود از فورته‌پیانو، پیانوهایی هستند که از اواسط قرن هجدهم تا اوایل قرن نوزدهم نواخته می‌شد و برخی نام‌آوران موسیقی دوره کلاسیک همچون یوزف هایدن، ولفگانگ آمادئوس موتسارت و لودویگ فان بتهوون آثار پیانویی خود را برای آن نوشتند. از همان دوران بتهوون، فورته‌پیانو یک دوره تدریجی و ثابت تکامل را تجربه کرد که در اواخر قرن نوزدهم با تولید و ساخت شکل مدرن امروزی خود یعنی پیانو انجامید. پس از آن فورته‌پیانو کم‌کم منسوخ شد و برای چندین دهه از صحنه موسیقی غایب بود. در قرن بیستم، فورته‌پیانو پس از افزایش علاقه هنرمندان و موسیقی‌دانان به «اجرای آگاهانه تاریخی» دوباره مورد توجه قرار گرفت. فورته‌پیانوها امروزه در کارگاه‌های تخصصی به همین منظور ساخته می‌شوند.
گسترهٔ صوتی فورته‌پیانو هنگام اختراع آن در حدود ۴ اکتاو بود و کم‌کم افزایش یافت. ولفگانگ آمادئوس موتسارت آثار پیانویی‌اش را برای فورته‌پیانوهای ۵ اکتاوی می‌نوشت و آخرین آثار پیانویی لودویگ فان بتهوون برای فورته‌پیانوی ۶٫۵ اکتاوی نوشته شده‌است. (جهت مقایسه، گسترهٔ صوتی بسیاری از پیانوهای امروزی ⅓۷ اکتاو است).